# Молнар Анатолій Юрійович
Молнар Анатолій Юрійович (псевдонім: MOLNAR, нар. 1993, Голубине) — український поет, журналіст, автор-виконавець, режисер, волонтер, засновник молодіжного онлайн-журналу «BRO».

## Біографія
Народився у селі Голубине Закарпатської області. Написанням віршів та текстів пісень займається з 15 років. У 2016 році переїхав до Ужгорода. Навчався на заочному факультеті фізичної терапії Ужгородського національного університету. Одружений, батько доньки. 

## Творчість
Анатолій Молнар є автором восьми поетичних збірок:
- Молодість XXI (2018) — сучасна молодіжна поезія на актуальні теми[4]
- Future (2020) — урбаністична емоційна поезія[5]
- Баламутикам (2020) — дитяча поезія[6]
- Untitled (2020) — поезія про ментальні зміни у світі[7]
- Дні кольорові — дні загадкові (2020) — поетичний цикл про 12 кольорів і 12 настроїв[8]
- Мій політ (2021) — про внутрішню свободу[9]
- Погляд до Бога (2022) — духовна лірика у поєднанні з фотографією[10]
- Оніміння (2024) — 10 віршів про 10 років війни в Україні[11]

Анатолій Молнар також є автором і виконавцем музичних творів у стилі інді-поп та хіп-хоп під псевдонімом MOLNAR, деякі з яких набрали понад 1 мільйон переглядів у соціальних мережах.Серед його робіт:

### Музичні треки
- Дорослі (2018)[13]
- Весна (2018)
- Посміхнись (2023)[14]

### Режисерські роботи
- Посміхнись — (MOLNAR)[15]
- День без тебе — (ASMA, MOLNAR feat. Олександра Алмаші)[16]

### Автор та співавтор текстів рок-гурту Breath of Fate:[17]
- «Вибір»[18]
- «Осінь»[19]
- «Тиша мій день»[20]
- «Усім привіт»[21]
- «Не тікай»[22]

## Кар'єра
- Засновник і головний редактор незалежного молодіжного онлайн-журналу Закарпаття BRO, який має як друковані, так і цифрові випуски.[23]
- Організатор поетичних творчих зустрічей з молоддю в закладах освіти Закарпаття.[24]
- Постійний донор крові для потреб Збройних сил України.[25]
- Волонтер громадської організації «Волонтери Закарпаття» з 2021 по 2024 рік.[26]
- Учасник бойових дій на сході України (АТО/ООС), ветеран війни.[27]
- Головний редактор онлайн-видання "Ungvar.info".[28]
- Колишній головний редактор видання "Район.Ужгород" та екс-директор інтернет-видання "Район.Свалява".[29]

## Громадська діяльність
- Перший офіційний амбасадор донорства крові на Закарпатті.[30]

## Визнання
Вважається однією з ключових постатей сучасної закарпатської поезії. Очолює список ТОП-10 сучасних поетів Закарпаття за даними пошукової системи Google.
У 2025 році встановив рекорд «Найбагатогранніший молодий поет Закарпаття», зафіксований проєктом «Рекорди Закарпаття».

## Значення
Анатолій Молнар поєднує літературну творчість, журналістику та громадську активність. Через поезію, музику та волонтерські ініціативи популяризує сучасну культуру Закарпаття, підтримує обдаровану молодь і пропагує свідомий спосіб життя.